# Giovanni Battista Parodi (vescovo)
Giovanni Battista Parodi (Santa Giustina, 13 marzo 1899 – Savona, 11 gennaio 1995) è stato un vescovo cattolico italiano.

## Biografia
Nato il 13 marzo 1899 da famiglia di contadini a Santa Giustina nell'ottobre 1914 entra in seminario. Dal 1917 al 1918 è soldato del Genio, nel servizio fotoelettrico della III armata. Il 31 marzo 1923 viene ordinato sacerdote a Savona e il 20 luglio 1925 si laurea in teologia cum laude alla Pontificia Università Gregoriana. Dal 1925 al 1926 è docente in qualità di professore in storia ecclesiastica e greco biblico e in seguito di teologia dogmatica.
Il 14 giugno 1937 viene nominato vicario generale e il 10 luglio 1948 diviene vicario capitolare. Il 28 ottobre 1948 è consacrato vescovo delle diocesi di Savona e Noli dal cardinale Giuseppe Pizzardo, co-consacranti Agostino Rousset, vescovo di Ventimiglia, e Raffaele De Giuli, vescovo di Albenga. Il 12 giugno 1949 Maria Giuseppa Rossello è proclamata santa da Pio XII e il vescovo Parodi guida a Roma il pellegrinaggio savonese. Dal 23 al 25 marzo 1955 celebra il sinodo diocesano. Il 13 dicembre 1958 muore ad Albisola Capo il padre Francesco. Prende poi parte al Concilio Vaticano II. Il 3 gennaio 1964 muore la madre Filomena Biale. Dal 26 agosto al 7 settembre 1968 partecipa alla Conferenza di Medellín in Colombia.
Il 24 ottobre 1971 celebra nella cattedrale di Savona l'ordinazione episcopale di Carlo Aliprandi. Nel 1973 decide di lasciare la guida delle diocesi presentando domanda di rinuncia, accolta da papa Paolo VI il 22 aprile 1974. Il 27 settembre 1974 nel pomeriggio raggiunge la sua nuova residenza presso le Suore della Misericordia di via Montegrappa, a Savona. Il 29 settembre 1974 celebra l'ordinazione episcopale di Franco Sibilla, suo successore. Dal 1981 al 1982 prosegue la sua attività di docente in storia ecclesiastica contemporanea, ritirandosi infine all'età di ottantatré anni. 
Muore l'11 gennaio 1995 nella clinica Rossello di Savona; il funerale viene celebrato il 14 gennaio 1995 nella cattedrale di Savona. Il 24 giugno 1997 la salma è traslata dal cimitero cittadino alla cattedrale, nella cappella di Sant'Agostino. Il 15 gennaio 2000 viene inaugurato il monumento funebre, opera di Andrea Gianasso.

## Genealogia episcopale e successione apostolica
La genealogia episcopale è:
- Cardinale Scipione Rebiba
- Cardinale Giulio Antonio Santori
- Cardinale Girolamo Bernerio, O.P.
- Arcivescovo Galeazzo Sanvitale
- Cardinale Ludovico Ludovisi
- Cardinale Luigi Caetani
- Cardinale Ulderico Carpegna
- Cardinale Paluzzo Paluzzi Altieri degli Albertoni
- Papa Benedetto XIII
- Papa Benedetto XIV
- Papa Clemente XIII
- Cardinale Marcantonio Colonna
- Cardinale Giacinto Sigismondo Gerdil, B.
- Cardinale Giulio Maria della Somaglia
- Cardinale Carlo Odescalchi, S.I.
- Cardinale Costantino Patrizi Naro
- Cardinale Lucido Maria Parocchi
- Papa Pio X
- Papa Benedetto XV
- Papa Pio XII
- Cardinale Giuseppe Pizzardo
- Vescovo Giovanni Battista Parodi

La successione apostolica è:
- Vescovo Lorenzo Vivaldo (1970)
- Vescovo Carlo Aliprandi (1971)
- Vescovo Franco Sibilla (1974)